# Banija (Karlovac)
Die Banija ist ein Stadtteil der kroatischen Stadt Karlovac, welcher sich zwischen der Bahnstrecke und dem Bahnhof Karlovac und dem Fluss Kupa befindet, nordwestlich vom alten Stadtzentrum. Der Ursprung der Bezeichnung Banija stammt vom alten kroatischen Adelstitel Ban.
Koordinaten: 45° 30′ N, 15° 33′ O